# Куршапуа
Куршапуа (фр. Courchapoix) — громада  в Швейцарії в кантоні Юра, округ Делемон.

## Географія
Громада розташована на відстані близько 45 км на північ від Берна, 9 км на схід від Делемона.
Куршапуа має площу 6,4 км², з яких на 3% дозволяється будівництво (житлове та будівництво доріг), 51,9% використовуються в сільськогосподарських цілях, 44,8% зайнято лісами, 0,3% не є продуктивними (річки, льодовики або гори).

## Демографія
2019 року в громаді мешкало 437 осіб (+2,6% порівняно з 2010 роком), іноземців було 5,3%. Густота населення становила 68 осіб/км².
За віковим діапазоном населення розподілялося таким чином: 23,1% — особи молодші 20 років, 56,8% — особи у віці 20—64 років, 20,1% — особи у віці 65 років та старші. Було 182 помешкань (у середньому 2,4 особи в помешканні).
Із загальної кількості 143 працюючих 28 було зайнятих в первинному секторі, 93 — в обробній промисловості, 22 — в галузі послуг.